# Antonio-Maria Casabianca
Antonio-Maria Casabianca, auch Antonmaria Casablanca (* 7. November 1775 in Genua; † 4. Mai 1848) war ein italienischer Geistlicher und Bischof von Galtelli-Nuoro in Sardinien.

## Leben
Seine Eltern waren Domenico Casabianca und Maria Bernabò, er entstammte dem Patriziat der Republik Genua. Am 2. Juni 1798 empfing er die Priesterweihe. Nachdem er vom Kolleg der Apostolischen Protonotare in Rom am 8. März 1818 zum Doctor iuris utriusque promoviert worden war, trat er in den Dienst der Kurie, dies verdankte er wohl der Protektion seines Landsmannes, des Kardinalstaatssekretärs Luigi Lambruschini. Er wurde Sekretär der Kongregation für außerordentliche kirchliche Angelegenheiten, Prälat der Dombauhütte von St. Peter und der Konzilskongregation.
Am 27. Februar 1819 wurde Antonio-Maria Casabianca zum Bischof von Galtelli-Nuoro ernannt und am 29. März desselben Jahres präkonisiert. Die Bischofsweihe spendete ihm am 13. April 1819 der Kardinalbischof von Porto e Santa Rufina Giulio Maria della Somaglia; Mitkonsekratoren waren die Kurienerzbischöfe Giovanni Francesco Guerrieri und Candido Maria Frattini.
Am 29. Januar 1828 wurde er seines Bischofsamtes enthoben. Er starb 1848.